# 高根第一ダム
高根第一ダム（たかねだいいちダム）は、岐阜県高山市、一級河川・木曽川水系飛騨川最上流部に建設されたダムである。
中部電力が管理する発電専用ダムで、飛騨川流域に建設されたダムの中では随一の高さ・133メートルのアーチ式コンクリートダム。飛騨川流域一貫開発計画に基づき建設された自流混合式揚水発電所である高根第一発電所の上部調整池であり、直下流に建設された下部調整池である高根第二ダムとの間で最大34万キロワットの水力発電を行う飛騨川流域最大の水力発電所を有する。ダムによって形成された人造湖は高根乗鞍湖（たかねのりくらこ）と命名された。

## 地理
飛騨川は木曽川水系の中では木曽三川に包括される長良川や揖斐川に比肩する最大級の支流であり、流路延長約148.0キロメートル、流域面積約2,177平方キロメートルを有し流域面積では木曽川水系最大の河川である。乗鞍岳と御嶽山の中間付近にある野麦峠を水源とし、高山市久々野町までは北に、それ以降は概ね南から南西へ流路を取り、中山七里や飛水峡などの険阻な峡谷を形成し美濃加茂市の今渡ダム直上流で木曽川に合流、太平洋に注ぐ。ダムは飛騨川の最上流部に建設され、数ある飛騨川のダムでは最も奥に位置する。
ダムが建設された高山市高根町は、建設当時大野郡高根村と呼ばれていたが、平成の大合併に伴って周辺市町村と合併し新制高山市となった。また、建設当時の飛騨川上流部は益田（ました）川と呼ばれていたが、1964年（昭和39年）に河川法が改訂され水系一貫の河川管理が原則となったことで河川名称が統一され、従来下呂市金山町より上流で呼称されていた益田川の名は、1965年（昭和40年）に全域が飛騨川に統一されている。

## 沿革
飛騨川流域は年間総降水量が2,500ミリと多雨地帯で水量が豊富であり、かつ流域の大半は山地で急流を形成。落差も大きいことから木曽川本流と共に只見川などと並ぶ水力発電に適した河川であり、1911年（明治44年）に日本電力が瀬戸第一発電所などの発電用水利権を申請して以降東邦電力と競争しながら流域に多数の水力発電所とダムを建設。飛騨川本流には小坂、瀬戸、下原、大船渡、七宗、名倉、上麻生、川辺といった発電所およびダム・取水堰が建設された。1939年（昭和14年）に日本発送電が発足し戦時体制強化の名目でこれらの発電所やダムは「接収」という名の強制収用が行われ、以後飛騨川の水力開発は日本発送電が担う。
日本発送電は開発の手が伸びていない飛騨川最上流部に着目。1942年（昭和17年）より大野郡朝日村に大規模なダム式発電所の建設を計画、1946年（昭和21年）に調査事務所を設け本格的に着手した。これが朝日ダムであるが日本発送電は戦時体制に協力した独占資本として1948年（昭和23年）過度経済力集中排除法の指定を受け、紆余曲折の末1951年（昭和26年）にポツダム政令に基づく電気事業再編成令の発令で9電力会社に分割・民営化。東海地方と長野県については中部電力が電気事業を継承し、飛騨川流域の水力発電事業もまた継承することになった。
中部電力は朝日ダムと支流秋神川の秋神ダムを1953年（昭和28年）に完成させ朝日発電所の運転を開始。続いて東上田発電所や久々野発電所の運転を開始するが、1960年代に入ると電力開発の主軸が大容量の新鋭火力発電所に移るいわゆる「火主水従」時代に突入する。しかし高度経済成長に伴う電力需要の増大は、夏季など電力消費のピークに対応し切れない部分があり、こまめに出力を調整できない火力発電と連携を図って電力需要のピークに対処する必要性が生じた。水力発電はピーク時の即応性が高いことから、火力発電との連携が図りやすい揚水発電が注目され、日本各地で揚水発電所の建設が盛んになった。
中部電力は既に静岡県の大井川最上流部に1962年（昭和37年）、出力13万7,000キロワットの畑薙第一発電所を運転開始しており、広く水力発電事業を展開している飛騨川流域においても揚水発電を軸にした新たな電力開発が求められた。こうして1962年（昭和37年）、飛騨川の本流・支流の水力を有効に開発して名古屋市などを始めとする東海地方の電力需要に対応するための大規模広域水力発電計画を立案した。これが飛騨川流域一貫開発計画であるが、その根幹施設の一つとして1963年（昭和38年）より計画されたのが高根第一ダムと高根第二ダムを利用した揚水発電所、高根第一発電所である。

## 補償

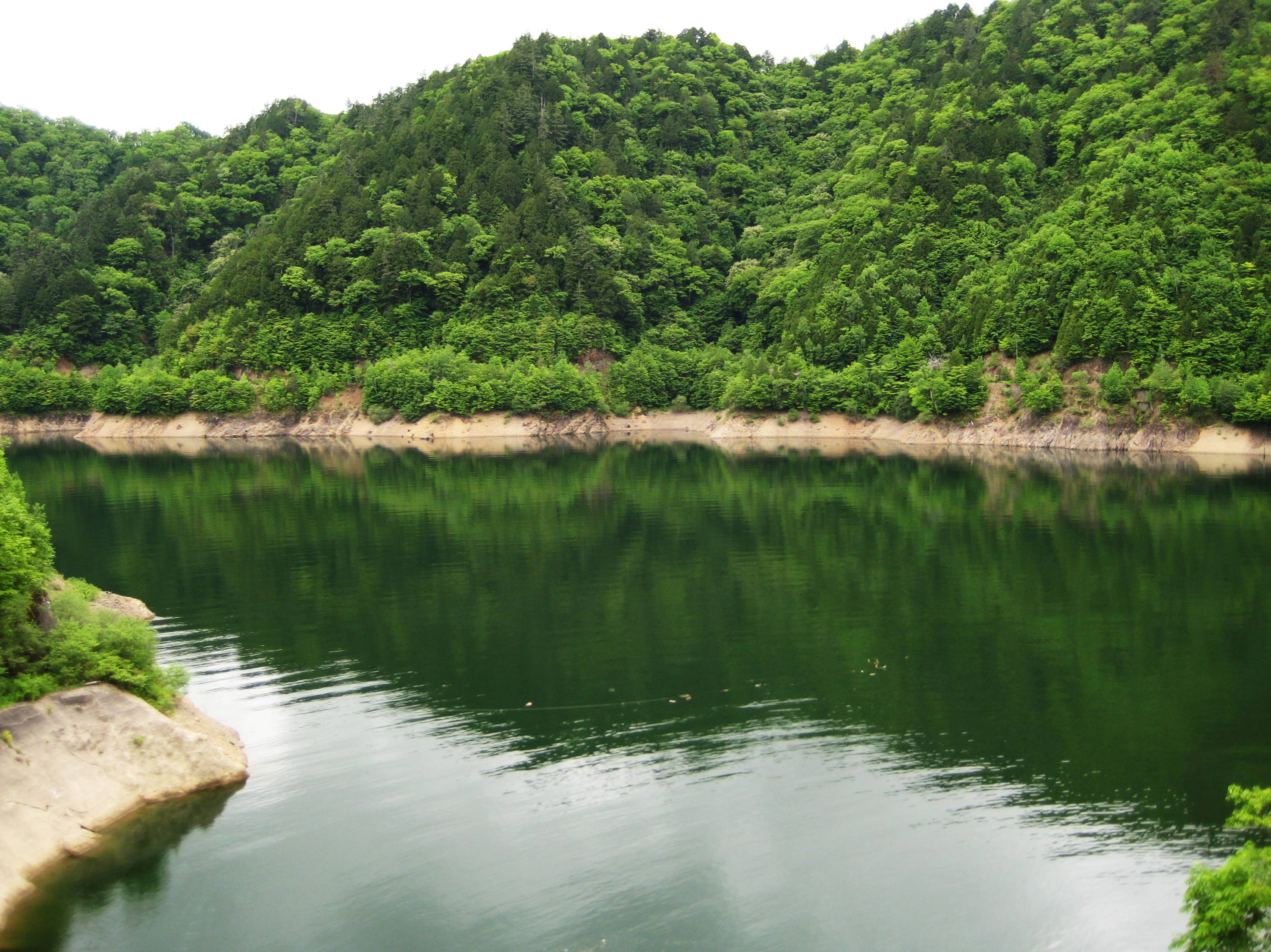
高根乗鞍湖。高根村住民の生業であった牧場やワラビの生える原野が湖底に沈む。

高根第一発電所は揚水発電であることから、高根第一と第二の二ダムを建設しなければならない。ダム建設に伴い高根村で69戸の住民が移転を余儀なくされたが、その大半は第二ダム建設に伴うもので、高根村中心部である日影地区と大古井地区が水没するため地元の反対運動は当初激しいものがあった。このうち高根第一ダムにおいては特に農業補償が紛糾したが、当時の高根村では飛騨牛飼育とワラビの根を加工して粉末にするワラビ粉の生産が盛んであり、生業として多額の収益を上げていた。しかし高根第一ダム建設により牧場やワラビが生育する村民共同所有の原野が水没、移転によりこれらの収入源が途絶えることから移転住民はこれら農業の損失補償を強く求めた。既に朝日ダム建設においてワラビ粉生産損失の補償が行われていたこともあって、最終的には松野幸泰岐阜県知事の仲介にて生活再建補償として牧場については1世帯当たり50万円、ワラビ粉生産補償については生産額の多寡に応じ上中下の三段階に分け、それぞれ20万、15万、10万円の補償を1世帯当たりに実施した。なお、補償金については現金支給ではなく、中部電力社債による支給が大多数の世帯で実施された。ダム補償金は概ね高額であり、一度に多額の補償金を手にすることで移転住民の金銭感覚が狂い、結果的に身を持ち崩すといった問題が起きており、田子倉ダム（只見川）での一部住民の末路が城山三郎の『黄金峡』にも描かれている。中部電力はこのような事態を防ぐために社債購入による堅実な運用で、住民の生活基盤を維持しようと一般補償費の13パーセントを社債に転換し購入を勧めたところ、移転する69戸のほぼ全てに当たる64戸の住民が応じた。こうした社債などの証券による補償は東北電力が、山形県の八久和ダム（八久和川）で移転する住民に株券を補償金の一部として提供した例がある。
一方漁業補償については、流域が益田川上流漁業協同組合の管理下にあり、ダム建設に伴う漁業権喪失に対しての補償金と養殖施設の建設を柱とした補償を行うことで1968年（昭和43年）9月に総額4,670万円で比較的円滑に妥結した。ところが、小坂ダムより下流の漁業権を有する益田川漁業協同組合との漁業補償交渉は難航を極めた。1965年（昭和40年）の集中豪雨で飛騨川上流域の沢が大規模ながけ崩れを起こし、それにより発生した泥水が朝日ダムに流入。朝日ダムがその泥水を放流することで以来数年にわたる朝日ダム濁水問題が発生。原因が高根第一ダムの工事も関係するとする益田川漁協は濁水の根本的解決を図らない限りダム建設に応じられないと主張し、解決しなければ実力行使を以って高根第一ダムの工事を中断させる動きを見せた。事態を憂慮した岐阜県当局の仲裁もあり、最終的には1968年9月に濁水への迷惑料も合算し総額1億2,000万円で妥結、1972年（昭和47年）に恒久的濁水防止対策を図ることで岐阜県と協定を締結。濁水問題は解決を見ている。
こうして全ての補償問題は1968年には解決を見たが、高根村はダム・発電所の建設に伴い人口の16.5パーセント・世帯数の16パーセントに当たる66戸・350名が高山市などに移転。村に残ったのはわずかに3戸に留まり過疎化が進行していた高根村はさらに過疎が深刻化している。しかし国道361号を始めとする道路整備により、従来は通行するのに頻繁な切り返しをしなければ通行できない慎重な運転技術を要した朝日ダム沿いの国道361号が整備され、小中学校を始めとする公共施設などのインフラストラクチャーもダム・発電所建設に伴い充実している。なお、1974年（昭和49年）には電源三法が施行され、完成より15年以上経過した発電所がある自治体に補助金が支給される発電用施設周辺地域整備法の対象にこの地域は指定されている。

## 施工
高根第一ダムは1954年（昭和29年）に予備調査を開始、1960年（昭和35年）には高根水力調査所が設置されたが当初は第一ダム単独の計画で出力も6万7,400キロワットであった。しかし飛騨川流域一貫開発計画構想が進むにつれ揚水発電による開発に変更され、1961年（昭和36年）に第二ダムを含む計画に拡充され飛騨川流域一貫開発計画の中心事業に据えられた。またダムの規模については当時農林省が濃尾平野への灌漑を目的とする木曽川総合用水計画を打ち出し、その水源として高根第一ダムを擬していたため高さ153メートル、有効貯水容量7,000万立方メートルの規模で計画されたが、飛騨川のダム地点における流入量と下流農地の需要量のバランスに釣り合いが取れず、費用対効果にも問題があり灌漑目的を加えた多目的ダム構想は岩屋ダム（馬瀬川）を中心とした馬瀬川総合開発事業に移され、現在の規模となった。またダムの型式についても重力式コンクリートダム、中空重力式コンクリートダム、重力式アーチダム、アーチ式コンクリートダム、ロックフィルダムの5つで検討され、基礎岩盤の堅固さと経済性でアーチダムが選ばれた。そして出力については最大で67万キロワットまで可能とされたが、40万キロワットを超えると高根第二ダムの工事費が増大するため限度一杯の34万キロワットで決定した。
建設用資材は国鉄高山本線久々野駅までは鉄道で、久々野駅からダム建設地点までは国道361号を拡幅して工事用道路を建設し輸送した。しかし鉄道による輸送は高山本線が単線であるためそのままでは輸送に支障を来たすため、鉄道建設公債を購入し国鉄に施工を委託し白川口駅と禅昌寺駅に待避側線を建設、久々野駅には専用引込み線を敷設して円滑な輸送を行った。1965年（昭和40年）11月より岩盤掘削、1967年（昭和42年）4月よりコンクリート打設を開始したダム本体工事は厳寒期の1月から3月を除いて実施され、途中集中豪雨によりダム工事現場から河水をバイパス迂回させる仮排水路トンネルが土砂で閉塞してダム本体を洪水が越流するなどのトラブルがあったが概ね順調に工事は進行し、ダム本体が完成した1969年（昭和44年）4月より貯水を開始。9月には満水となった。そして同年11月21日に高根第一発電所の運転が開始され、事業は完成する。第二ダムは第一ダムの完成に先立つ1969年（昭和44年）3月19日に完成している。
なお、この高根第一発電所および第一・第二ダム建設では20名の労務者が労働災害で殉職しており、飛騨川の水力開発による安定した電力供給という大義の下で命を散らした人々が存在している。

## 高根第一発電所
高根第一ダムは高さ133メートルと完成当時は木曽川水系のダムでは最も堤高が高いダムであり、現在でも揖斐川の徳山ダム、木曽川本流の味噌川ダムに次いで3番目に高く、飛騨川流域では随一の高さである。またアーチダムとしても木曽川水系で最初の施工例であり、1995年（平成7年）に同じ中部電力が管理する川浦（かおれ）ダムがアーチダムとして完成するが木曽川水系では希少、高さでは黒部ダム（黒部川）、温井ダム（滝山川）、奈川渡ダム（犀川）、川治ダム（鬼怒川）に次いで日本5番目のアーチダムでもある。ダムには表面取水設備が備えられているが、これは朝日ダム濁水問題で岐阜県と締結した濁水防止協定に則して設置されたものであり、ダム建設における環境対策としてコンクリート生成時に生じる濁水を清浄にするための高度水処理対策と並んで実施された。この表面取水設備は洪水で濁水が生じたときに比較的清浄な貯水池上層の上澄み水を下流に放流して濁水を防止するものであり、現在日本各地のダムの多くに備えられている。2006年（平成18年）の集中豪雨で発生した洪水において長期間の濁水防止に威力を発揮、財団法人ダム水源地環境整備センターより「ダム・堰危機管理業務顕彰奨励賞」を受賞している。
高根第一発電所は飛騨川流域最大規模の出力・34万キロワットを発電するが、中部電力としては初となる地下式の水力発電所である。また採用されたデリア（斜流式）水車は当時世界最大容量かつ世界最高落差を持つ大規模な水車であった。4つの水車発電機を有しており1･2号機は日立製作所が、3･4号機は三菱電機が受注し製作している。発生する電力は高根幹線と呼ばれる電圧27万ボルトの超高圧送電線によって高根第一発電所を起点に東西に分岐、東は長野県塩尻市にある中信変電所に送電、西は岐阜県関市の関開閉所へとつながる。また朝日発電所から川辺発電所に至る飛騨川本流の発電所群を連結する濃飛幹線にも連結されており、飛騨川流域で発生した電力はこれら送電線網を通じて名古屋市などの中京圏や長野県へと送られている。
高根第一発電所の運転開始後、飛騨川流域では揚水発電所として1976年（昭和51年）に馬瀬川第一発電所（28万8,000キロワット）が完成しており、飛騨川流域の水力発電所による電力供給は強化された。飛騨川流域一貫開発計画は1987年（昭和62年）の新上麻生発電所運転開始により事実上終了するが、中部電力による揚水発電開発は1980年（昭和55年）の奥矢作第一発電所（31万5,000キロワット）と1981年（昭和56年）の奥矢作第二発電所（78万キロワット）を経て1995年（平成7年）中部電力最大の水力発電所・奥美濃発電所（150万キロワット）に結実する。しかし電力需要はその後低下し、計画されていた木曽中央・川浦・徳山の各揚水発電所が中止あるいは規模を縮小している。

## 高根乗鞍湖

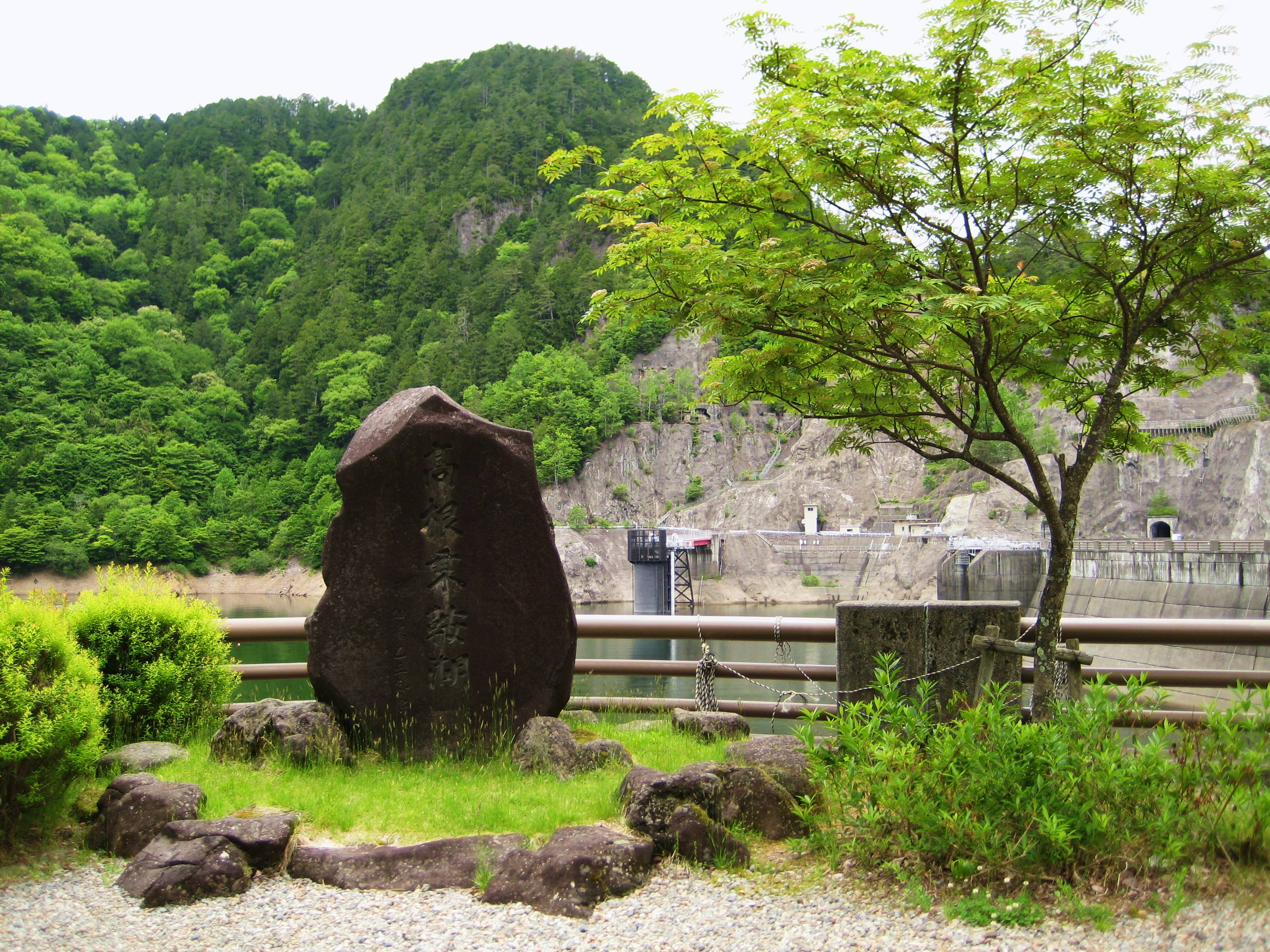
高根乗鞍湖の碑

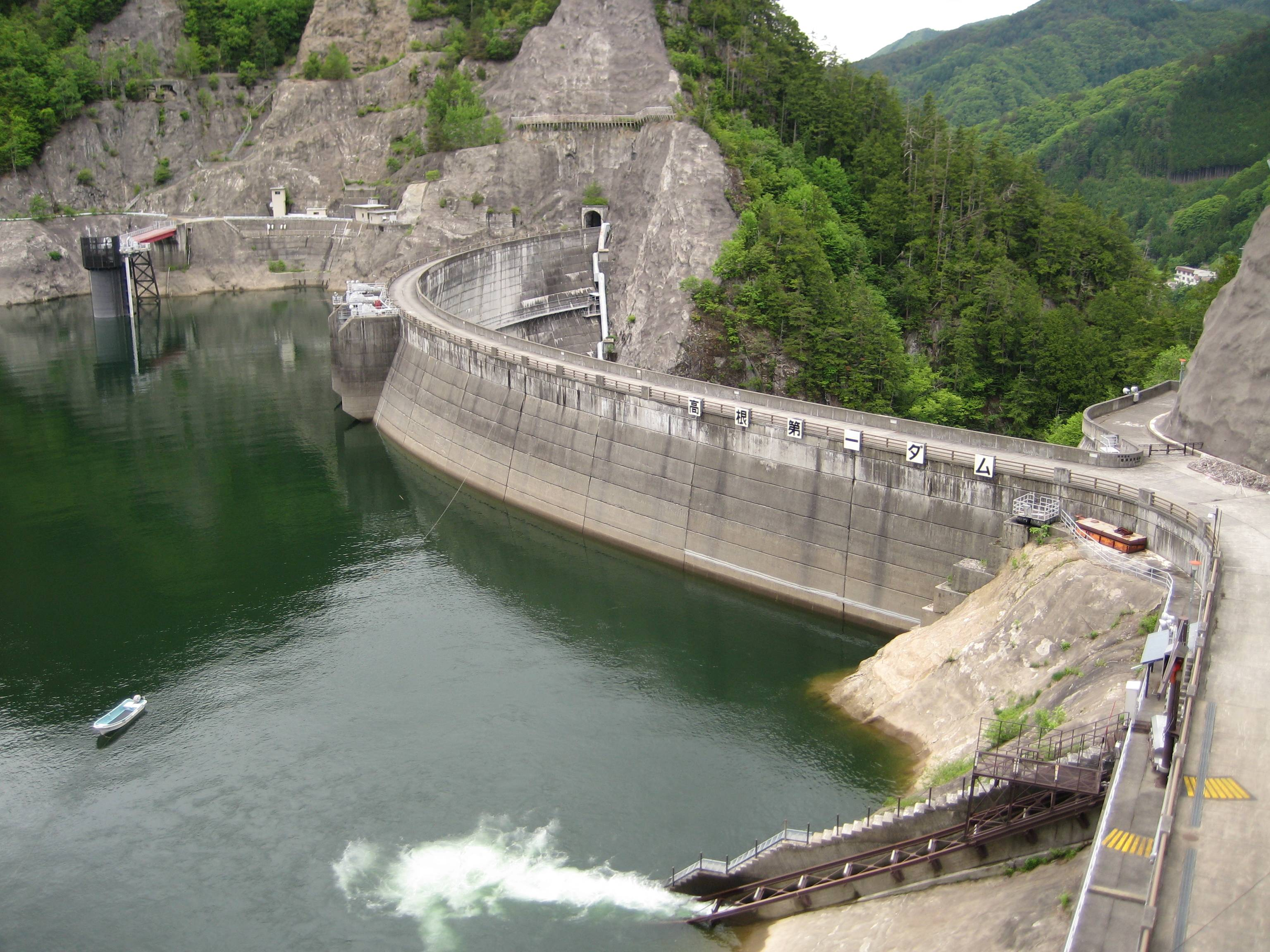
展望台から見る高根第一ダム。現在はダムへと通じる道が通行止となっており、この景色を拝むことはできない。

ダムによって形成された人造湖は所在地である旧高根村と飛騨川の水源に近い乗鞍岳から取って高根乗鞍湖と命名された。飛騨川流域では岩屋ダムの人造湖である東仙峡金山湖に次いで総貯水容量が大きい人造湖である。アマゴやサツキマスなどが釣れる釣りスポットであるが、漁業権は益田川上流漁業協同組合が管理しており、釣る際には入漁券が必要となる。
ダムは国道361号からダム下流正面を望むことができ、眼前に巨大なアーチ型の壁がそびえ立つ。かつては国道361号を進むとダムの間近までアクセスできたが、2017年（平成29年）にダム沿いの道を迂回する高根トンネルが開通。ダムへと続く旧道には現在はバリケードが設けられ、関係者以外の通行は不可能となっている。発行されているダムカードについては、配布箇所において周辺の景色の感想を述べることでもらうことができる。
高根乗鞍湖へは国道41号から国道361号を松本市・木曽町方面へ直進すると到着する。途中秋神ダム・高根第二ダムを通過し第二ダム湖を過ぎると右手にダムが見え、カーブとトンネルの多い区間を過ぎると到着する。付近には高根第二・朝日・秋神・久々野と4箇所のダムがあり、大ダムが密集する地域でもある。前述の高根トンネルを過ぎ、ダム湖に架かった橋の手前の交差点を左折すると、紡績女工の苦難を描いた小説『あゝ野麦峠』の舞台で知られる野麦峠を経て上高地・奈良井宿方面へ、国道361号を直進すると日和田高原・開田高原を経て木曽福島・御嶽山方面へと至る。